# Aage Jepsen Sparre
Aage Jepsen Sparre, född omkring 1462, död 1540, var ärkebiskop i Lunds stift mellan 1523 och 1532.
Aage Jepsen var son till Jep Tullesen till Skurup (Svaneholm) och Else Henningsdatter Meinstrup. Han skrevs in vid Greifswalds universitet 1483 och tog magisterexamen 1490. Från 1511 är han kanik vid domkapitlet i Lund, och senare ärkedjäkne. Vid Birger Gunnersens död 1519 blir han vald till ny ärkebiskop. Vid detta tillfälle bestämmer riksrådet att endast adliga får väljas till biskop, vilket ogillas av Kristian II. Kungen förkastar valet och tillsätter sin yngre och dugligare sekreterare Jørgen Skodborg. Påven utnämner kardinalen Paolo Emilio dei Cesi till ärkebiskop. Sedan Skodborg flytt tillsätter Kristian II först Didrik Slagheck och sedan Johan Weze. Först när denne lämnat Danmark tillsammans med Kristian II i april 1523 tillträdde Aage Jepsen som ärkebiskop. Han blev dock inte stadfäst av påven, eftersom kardinalen var i vägen. 
Som både adlig och kyrkoman ställde han sig på Fredrik I:s sida. En tid verkade det som om Jörgen Skodborg skulle bli erkänd både av Fredrik I och påven, men eftersom ofrälse uteslöts från att kunna bli biskop enligt Fredriks kungaförklaring, meddelar rådet och Fredrik att Aage Jepsen får behålla ärkebiskopstiteln. Utan påvens godkännande var Aage Jepsen dock i många avseenden maktlös, vid den stora röra som utbröt när Claus Mortensen med stöd av Jörgen Kock började predika Martin Luthers lära i Malmö. 
År 1532, vid 70 års ålder, lämnar han ämbetet men kvarstår som dekan. Han upprättar testamente den 12 oktober 1540 och dör en kort tid senare.